# Ostreococcus
Ostreococcus es un género de alga verde unicelular perteneciente a la clase Prasinophyceae. Fue descubierto en 1994 en Étang de Thau (una cadena de lagunas en la costa mediterránea francesa) y desde entonces ha sido encontrado en muchas regiones oceánicas. Tiene forma cocoide y es el eucarionte de vida libre más pequeño conocido con un tamaño medio de 0.8 µm. Ostreococcus tauri presenta un núcleo con 14 cromosomas lineales, un cloroplasto y varias mitocondrias. Su secuencia genómica nuclear tiene un tamaño de 12,56 Mb.